# Neuroleon canariensis
Neuroleon canariensis är en insektsart som först beskrevs av Navás 1906.  Neuroleon canariensis ingår i släktet Neuroleon och familjen myrlejonsländor. Inga underarter finns listade i Catalogue of Life.